# Feliciano Belmonte Jr.
Fernando Feliciano Racimo Belmonte Jr., detto Sonny (Tondo, 2 ottobre 1936), è un politico filippino.
Capostipite della famiglia Belmonte, è stato membro della Camera dei rappresentanti per il 4º distretto di Quezon City per sei mandati (1992-2001; 2010-2019) e presidente dell'assemblea nel 2001 e dal 2010 al 2016.

## Biografia
Nato nel quartiere Tondo di Manila, studia presso l'Università San Beda della città e si laurea in giurisprudenza al Lyceum delle Filippine.

### Vita personale
Belmonte è stato membro dei Manila Jaycees, club di servizio di Manila, e dei Cavalieri di Rizal.
Suo nipote José Christopher è stato più volte membro della Camera dei rappresentanti.
È stato sposato con Betty Go-Belmonte, giornalista e fondatrice del The Philippine Star. La coppia ha quattro figli: Isaac, Kevin, Miguel e Josefina. Proprio quest'ultima ha seguito le orme del padre ed è entrata a sua volta nel mondo della politica.